# Kōnstantinos Apostolakīs
Kōnstantinos Apostolakīs (in greco Κωνσταντίνος Αποστολάκης?; Atene, 28 maggio 1999) è un calciatore greco, difensore del Larissa.

## Biografia
Anche suo padre Stratos è stato un calciatore professionista.

## Carriera

### Club
Cresciuto nel settore giovanile del Panathīnaïkos, ha esordito in prima squadra il 2 ottobre 2018, nell'incontro di Kypello Ellados vinto 1-0 in trasferta contro il Panaitōlikos. Il 1º aprile 2019 ha debuttato anche in Souper Ligka Ellada, nella vittoria esterna per 3-1 contro l'Apollōn Smyrnīs. Nelle stagioni successive è stato impiegato con il contagocce, totalizzando 13 presenze complessive, di cui 8 in campionato e 5 in coppa. Nel 2020 si è trasferito a Cipro all'APOEL, con cui ha collezionato 8 presenze e una rete in tutte le competizioni. L'anno successivo è tornato in Grecia firmando con il Panaitōlikos. Nella stagione 2023-2024 ha militato nella prima divisione moldava con lo Sheriff Tiraspol.

### Nazionale
Ha giocato nelle nazionali giovanili greche Under-16, Under-17, Under-18, Under-19 ed Under-21.

## Statistiche

### Presenze e reti nei club
Statistiche aggiornate al 30 aprile 2022.
| Stagione             | Squadra              | Campionato           | Campionato | Campionato | Coppe nazionali | Coppe nazionali | Coppe nazionali | Coppe continentali | Coppe continentali | Coppe continentali | Altre coppe | Altre coppe | Altre coppe | Totale | Totale |
| Stagione             | Squadra              | Comp                 | Pres       | Reti       | Comp            | Pres            | Reti            | Comp               | Pres               | Reti               | Comp        | Pres        | Reti        | Pres   | Reti   |
| -------------------- | -------------------- | -------------------- | ---------- | ---------- | --------------- | --------------- | --------------- | ------------------ | ------------------ | ------------------ | ----------- | ----------- | ----------- | ------ | ------ |
| 2018-2019            | Panathīnaïkos        | SL                   | 2          | 0          | CG              | 3               | 0               |                    | -                  | -                  |             | -           | -           | 5      | 0      |
| 2019-2020            | Panathīnaïkos        | SL                   | 6          | 0          | CG              | 2               | 0               |                    | -                  | -                  |             | -           | -           | 8      | 0      |
| Totale Panathīnaïkos | Totale Panathīnaïkos | Totale Panathīnaïkos | 8          | 0          |                 | 5               | 0               |                    | -                  | -                  |             | -           | -           | 13     | 0      |
| 2020-2021            | APOEL                | A                    | 5+2        | 0          | CC              | 1               | 1               | UEL                | 0                  | 0                  |             | -           | -           | 8      | 1      |
| 2021-2022            | Panaitōlikos         | SL                   | 14+3       | 0          | CG              | 2               | 0               |                    | -                  | -                  |             | -           | -           | 19     | 0      |
| Totale carriera      | Totale carriera      | Totale carriera      | 32         | 0          |                 | 8               | 1               |                    | 0                  | 0                  |             | -           | -           | 40     | 1      |